# Armadillo borelli
Armadillo borelli är en kräftdjursart som beskrevs av Dollfus 1894. Armadillo borelli ingår i släktet Armadillo och familjen Armadillidae. Inga underarter finns listade i Catalogue of Life.